# Kenny Rogers (Baseballspieler)
Kenneth Scott „Kenny“ Rogers (* 10. November 1964 in Savannah, Georgia) ist ein ehemaliger US-amerikanischer Pitcher in der Major League Baseball.
Er spielte seit 1989 in der Major League, unter anderem bei den New York Yankees, den Oakland Athletics und viele Jahre bei den Texas Rangers sowie schließlich bei den Detroit Tigers. Er war für seine Pick-offs berühmt und belegt mit 93 Pick-offs den 2. Platz in der ewigen Rangliste dieser Statistik in der MLB.
Am 28. Juli 1994 warf Rogers als 14. Spieler überhaupt ein perfect game für Texas gegen die California Angels, darüber hinaus zählen fünf gewonnene Gold Gloves und über 200 gewonnene Spiele zu seinen Leistungen.